# Brocchinia gilmartiniae
Brocchinia gilmartiniae är en gräsväxtart som beskrevs av Ganapathy Subramaniam Varadarajan. Brocchinia gilmartiniae ingår i släktet Brocchinia och familjen Bromeliaceae. Inga underarter finns listade i Catalogue of Life.